# Jörg Markert
Jörg Olaf Markert (* 30. April 1973 in Marienberg) ist ein deutscher Politiker (CDU). Er war 2018 bis 2024 Abgeordneter im Sächsischen Landtag.

## Leben und Wirken
Jörg Markert studierte ab 1992 an der Hochschule des Bundes für öffentliche Verwaltung in Brühl und schloss dieses 1995 als Diplom-Verwaltungswirt (FH) ab. Anschließend war er bis 2007 Sachbearbeiter im Sächsischen Landesamt zur Regelung offener Vermögensfragen, im Sächsischen Staatsministerium für Wirtschaft und Arbeit, in der Sächsischen Staatskanzlei sowie im Sächsischen Staatsministerium für Umwelt und Landwirtschaft. Zwischen 2007 und 2011 war Markert Referent im Sächsischen Staatsministerium für Umwelt und Landwirtschaft sowie im Sächsischen Staatsministerium für Kultus. 2011 erlangte er die Laufbahnbefähigung für den höheren Verwaltungsdienst an der Hochschule für öffentliche Verwaltung und Rechtspflege in Meißen und war danach Leiter des Ministerbüros im Staatsministerium für Kultus. Zwischen 2012 und 2018 war Markert Referent im Sächsischen Staatsministerium der Finanzen sowie im Sächsischen Staatsministerium des Innern, bevor er ab März 2018 als Leiter des Ministerbüros im Sächsischen Staatsministerium des Innern tätig war.
Markert, der seit 1991 Mitglied der Christlich Demokratischen Union Deutschlands (CDU) ist, saß für diese von 1999 bis 2008 als Mitglied im Kreistag des Landkreises Mittleres Erzgebirge. Zwischen 2004 und 2016 war er zudem Mitglied im Landesvorstand der CDU Sachsen. Bei der Landtagswahl in Sachsen 2014 trat Markert auf Listenplatz 23 für die sächsische CDU an, verpasste aber den Einzug ins Landesparlament. Nachdem der ehemalige Ministerpräsident von Sachsen Stanislaw Tillich seinen Rückzug aus der aktiven Politik verkündet hatte und sein Landtagsmandat zum 31. Oktober 2018 niederlegte, rückte Markert am 1. November 2018 für diesen von der Landesliste in den Landtag nach. Dort war er in seiner ersten Wahlperiode für die CDU-Fraktion Mitglied im Innenausschuss und im Ausschuss für Schule und Sport.
Ende Oktober 2018 wurde Jörg Markert zum Direktkandidaten der CDU für die Landtagswahl 2019 im Wahlkreis Erzgebirge 5 gewählt. Er gewann das Direktmandat mit 34,6 % aller Erststimmen.
In der Wahlperiode bis 2024 war er Tourismuspolitischer Sprecher seiner Fraktion. Er war ebenfalls Mitglied im Innen- sowie Wissenschaftsausschuss sowie Mitglied im AfD-Untersuchungsausschuss.
Bei der Landtagswahl 2024 schaffte er es nicht, den Wahlkreis wieder zu gewinnen, auch einen Einzug in den Landtag über die CDU-Landesliste verpasste er auf Listenplatz 28 knapp. Er kündigte daraufhin an, sich aus der Politik zurückzuziehen.
Markert lebt in Olbernhau.